# Mareda
Mareda je vesnice a přímořské letovisko v Chorvatsku v Istrijské župě, spadající pod opčinu města Novigrad. Nachází se asi 2 km severozápadně od Novigradu. V roce 2011 zde žilo 239 obyvatel, což je pokles oproti roku 2001, kdy zde žilo 389 obyvatel v 125 domech.
Sousedními obcemi jsou Dajla a město Novigrad.